# Охотник до сказок
«Охотник до сказок» — советский рисованный мультипликационный фильм 1984 года режиссёра Геннадия Сокольского.

## Сюжет
По мотивам сказки Константина Ушинского и русских народных сказок о том, как смышлёный солдат проучил вздорного, капризного старика, требовавшего, чтобы ему перед сном рассказывали небылицы. В фильме использована музыка в исполнении фольклорного ансамбля «Былина».

## Создатели
| режиссёр                  | Геннадий Сокольский                                                                               |
| сценарист                 | Генрих Сапгир                                                                                     |
| художник-постановщик      | Татьяна Сокольская                                                                                |
| художники                 | Ирина Светлица, Анна Чистова, Виктория Макина, Ирина Собянина, Т. Седова, М. Рудь                 |
| художники-мультипликаторы | Эльвира Маслова, Александр Маркелов, Дмитрий Куликов, Владимир Захаров, Юрий Мещеряков            |
| оператор                  | Майя Попова                                                                                       |
| звукооператор             | Владимир Кутузов                                                                                  |
| монтажёр                  | Елена Белявская                                                                                   |
| редактор                  | Татьяна Папорова                                                                                  |
| директор                  | Лилиана Монахова                                                                                  |
| роли озвучивали           | Владимир Ферапонтов — Солдат, Анатолий Баранцев — Старик, Любовь Соколова — Жена старика, старуха |

## Видеоздания
Мультфильм неоднократно переиздавался на DVD в сборнике мультфильмов «В мире сказок. Выпуск 5», распространитель «Крупный план». (Источник — Аниматор.ру)